# Nkoabang
Nkoabang est une ville du Cameroun, situé dans la commune de Nkolafamba, le département de la Mefou et Afamba et la Région du Centre.

## Population
En 1961, Nkoabang comptait 60 habitants, principalement des Yebekolo. Lors du recensement de 2005, on y a dénombré 41 personnes.